# Springbuck
Springbuck – południowoafrykański transporter opancerzony. 
Pojazd ten zastąpił przestarzałą Mambę, posiadając wszystkie jej zalety, zostając przy tym pozbawionym jej wad. Produkowane są następujące wersje:
- Standardowa
- Ambulans
- Platforma na broń
- Armoured Utility Vehicle